# Macrostructure
La macrostructure est un modèle créé par Van Dijk et Kintsch (1978) permettant une représentation schématique d'un texte.[pas clair]
C'est le résumé d'un texte qu'en fait notre cerveau pour le retenir. Elle utilise des mécanismes de suppression, généralisation et intégration.